# Burlington, Kentucky
Burlington är en stad (city) och administrativ huvudort (county seat) i Boone County i delstaten Kentucky, USA. 2010 hade staden 15 926 invånare.